# 沈被章
沈被章（1929年—2013年11月13日），浙江慈溪人，中华人民共和国政治人物。

## 生平
早年毕业于上海交通大学机械系，后供职于正泰橡胶厂。曾任上海投资信托贸易公司副董事长、总经理。1986年，担任上海市对外经济贸易委员会主任和上海市国际（美洲）集团公司董事长、总裁，上海轮胎橡胶（集团）股份有限公司董事，美国中国商会第一任及第二任会长等职。
1956年被评为上海市先进工作者，1981年被评为上海市劳动模范，曾当选为杨浦区第七届和上海市第八届人大代表及中国共产党第十三次全国代表大会代表。
。